# Tjeckiska och slovakiska ortodoxa kyrkan
Tjeckiska och slovakiska ortodoxa kyrkan (tjeckiska: Pravoslavná církev v Českých zemích a na Slovensku; slovakiska: Pravoslávna cirkev v českých krajinách a na Slovensku; kyrkslaviska: Правосла́внаѧ цр҃ковь че́шскихъ земе́ль и҆ слова́кїи) är en östortodox kristen kyrka baserad i Tjeckien och Slovakien.
Den är en av de slaviska ortodoxa kyrkorna och har omkring 75 000 medlemmar.

## Historik
När det gamla Tjeckoslovakien 1993 delades upp i Tjeckien och Slovakien fortsatte samfundets aktivitet under namnen Ortodoxa kyrkan i Tjeckien och Ortodoxa kyrkan i Slovakien, men enheten bestod under namnet Tjeckiska och slovakiska ortodoxa kyrkan.

## Organisationer
Följande organisationer är kyrkan med i:
- Kyrkornas världsråd (sedan 1966)
- Ekumeniska rådet för kyrkor i Slovakien